# Rusland op het Eurovisiesongfestival 2018

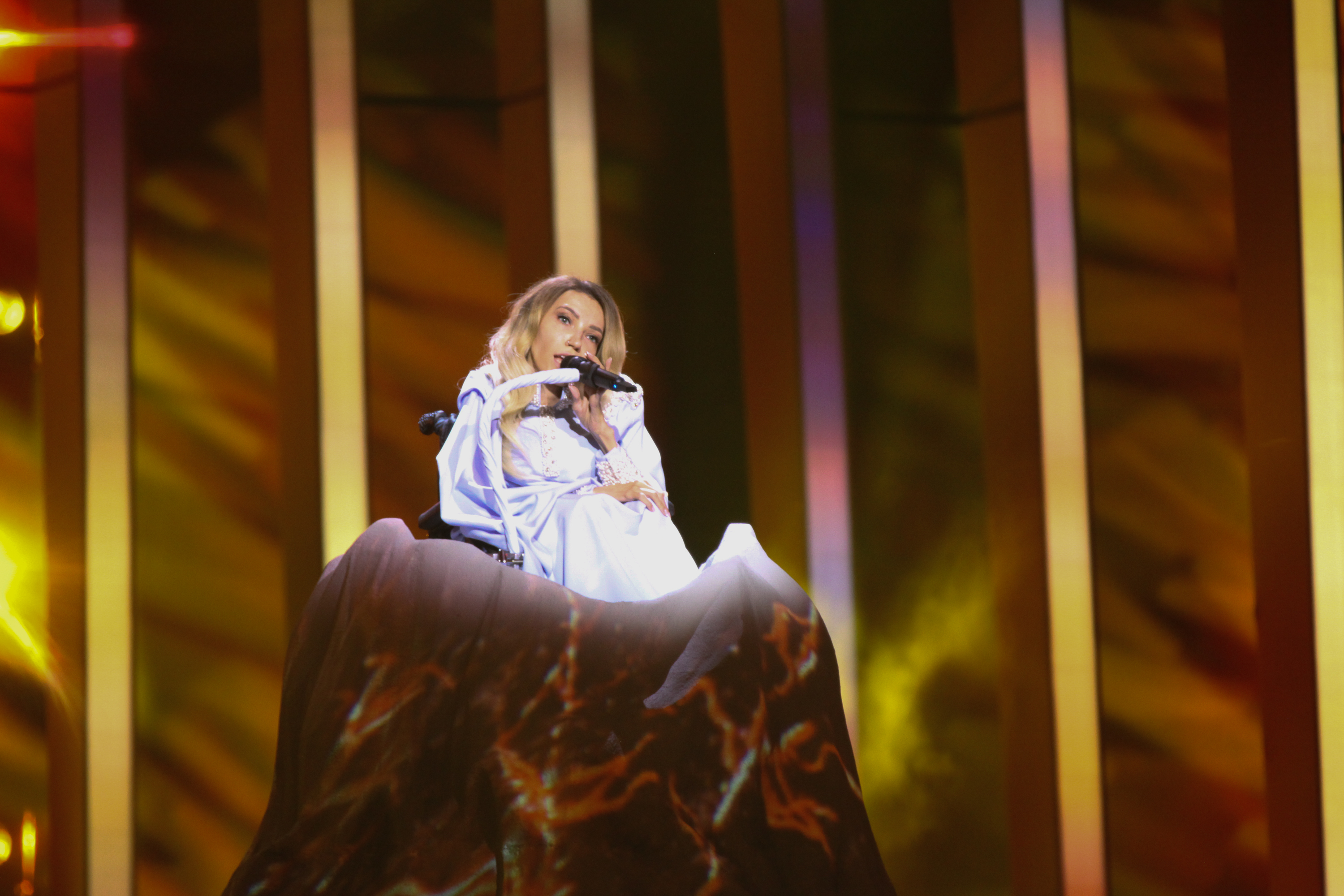
Julia tijdens de repetities in Lissabon.

Rusland nam deel aan het Eurovisiesongfestival 2018 in Lissabon, Portugal. Het was de 21ste deelname van het land aan het Eurovisiesongfestival. Rusland-1 was verantwoordelijk voor de Russische bijdrage voor de editie van 2018.

## Selectieprocedure
Rusland neemt sinds 1994 deel aan het Eurovisie Songfestival en kiest zijn inzending doorgaans via een interne selectie of een nationale finale. De Russische omroep, Channel One Russia of VGTRK, is verantwoordelijk voor de selectie van de artiest en het lied.

### Deelname van Julia Samoilova
In 2017 werd zangeres Julia Samoilova intern geselecteerd om Rusland te vertegenwoordigen op het Eurovisiesongfestival 2017 in Kiev, Oekraïne. Haar deelname leidde echter tot controverse, aangezien zij in 2015 had opgetreden op de Krim, een gebied dat door Rusland werd geannexeerd maar door Oekraïne nog steeds als eigen grondgebied wordt beschouwd. De Oekraïense autoriteiten legden Samoilova een inreisverbod van drie jaar op, waardoor zij niet kon deelnemen aan het festival. Rusland besloot zich daarop terug te trekken uit de competitie van 2017.
In 2018 koos Rusland opnieuw voor Julia Samoilova als vertegenwoordiger. Ditmaal vond het Eurovisie Songfestival plaats in Lissabon, Portugal, waardoor het inreisverbod geen invloed had op haar deelname. 
De selectie van Julia Samoilova en de bijbehorende controverse onderstreepten de politieke gevoeligheden rond het Eurovisiesongfestival en de gespannen betrekkingen tussen Rusland en Oekraïne. 

## In Lissabon
In Lissabon trad Julia aan als 6de kandidaat na Denemarken en voor Moldavië. Ondanks de veelbesproken deelname van de zangeres wist ze de finale niet te halen. Dit was de eerste keer in de geschiedenis dat Rusland niet bij de 20 finalisten zat. Later bleek dat het land op de 15de plaats was geëindigd met slechts 65 punten. 
1994 · 1995 · 1996 · 1997 · 1998-1999 · 2000 · 2001 · 2002 · 2003 · 2004 · 2005 · 2006 · 2007 · 2008 · 2009 · 2010 · 2011 · 2012 · 2013 · 2014 · 2015 · 2016 · 2017 · 2018 · 2019 · 2020 · 2021 · 2022-2025
Albanië · Armenië · Australië · Azerbeidzjan · België · Bulgarije · Cyprus · Denemarken · Duitsland · Estland · Finland · Frankrijk · Georgië · Griekenland · Hongarije · Ierland · IJsland · Israël · Italië · Kroatië · Letland · Litouwen · Macedonië · Malta · Moldavië · Montenegro · Nederland · Noorwegen · Oekraïne · Oostenrijk · Polen · Portugal · Roemenië · Rusland · San Marino · Servië · Slovenië · Spanje · Tsjechië · Verenigd Koninkrijk · Wit-Rusland · Zweden · Zwitserland